# لورني ماكدوغال
لورني ماكدوغال هو طبيب أسنان وسياسي كندي، ولد في 18 نوفمبر 1898 في Tiverton, Ontario ‏ في كندا، وتوفي في 6 يونيو 1956 في أوتاوا في كندا بسبب نوبة قلبية. نشط حزبياً في الحزب الليبرالي الكندي. وقد انتخب عضو مجلس العموم الكندي.